# Дхармакирти
Дхармаки́рти (санскр. धर्मकीर्ति, IAST: dharmakīrti, тиб. ཆོས་ཀྱི་གྲགས་པ་ букв. «Сияние Закона»; кит. 法稱) — индийский философ VII века, буддийский монах, принадлежащий школе Йогачары, основатель индийской буддийской логики, развивший идеи Дигнаги.

## Биография
Родился в брахманской семье, продолжил изучал буддизм в Наланде и поступил в ученики к непосредственному преемнику Дигнаги — Ишварасене. Скончался в Калинге в основанном им монастыре. Дхармакирти — автор семи трактатов.

## Логическое учение
Подобно Аристотелю Дхармакирти исходным принципом логики считал принцип непротиворечивости мышления: «не может существовать такого предмета, который в одно и то же время мог бы быть и не быть».
Логические трактаты включают следующие разделы:
- учение о восприятии, объектом которого является единичный реальный объект.
- учение об умозаключении, объектом которого являются общие понятия.

Умозаключения выступают в двух формах:
- умозаключения «для себя», когда что-то познаётся человеком и пока не передаётся другому,
- умозаключения «для других», когда что-либо передаётся собеседнику посредством слов.

Умозаключение «для других» выступает в двух формах:
- в форме силлогизма сходства,
- в форме силлогизма различия.

Понятия в умозаключении связываются с помощью аналогии, а также причинности или посредством отрицания.
В трактатах Дхармакирти упоминается о трёх формах силлогизма, анализировавшихся в логике:
- силлогизмы тождества — «этот предмет пальма, следовательно также и дерево»,
- силлогизм следствия — от утверждения наличия причины к утверждению следствия,
- силлогизм отрицания — «если я не вижу перед собой пальмы, то она не существует передо мною, так как то, чего я не воспринимаю, не существует передо мною».

Логическое учение Дхармакирти является ключевым пунктом в развитии школы буддийской логики. Его логические трактаты были признаны в Тибете основными сочинениями по философии и логики

## Сочинения
- «Семь трактатов о правильном знании»
  - Saṃbandhaparikṣhāvrtti (Анализ посылок)
  - Pramāṇavinishchaya (Подтверждение правильного знания)
  - Pramāṇavarttikakārika (Комментарии к Дигнаге 'О правильном знании')
  - Nyāyabinduprakaraṇa (Отбрасывание логических рассуждений)
  - Hetubindunāmaprakaraṇa (Отбрасывая причины)
  - Saṃtānātarasiddhināmaprakaraṇa (Обоснование чужих потоков [то есть существования других существ])
  - Vādanyāyanāmaprakaraṇa (Логические рассуждения в дебатах)

## Переводы
- Дхармакирти. Обоснование чужой одушевленности / Пер. с тибет. Ф. И. Щербатского. СПб.: Издательство «Ясный Свет», 1997. ISBN 5-87761-004-X (Репринт издания: Дармакирти. Обоснованіе чужой одушевленности: Съ толкованием Винитадева. Петербург, 1922.)
- Дхармакирти. Учебник логики (с толкованием Дхармоттары) / Пер. с санскр. и тибет. Ф. И. Щербатского // Щербатской Ф. И. Теория познания и логика по учению позднейших буддистов. Части 1, 2. СПб., 1995.

## Исследования
- Ф. И. Щербатской. Теория познания и логика по учению позднейших буддистов. СПб., 1903—1909.
- Лысенко В.Г. «Ньяя-бинду» Дхармакирти с комментарием Дхармоттары «Тика» // Истории философии, 14, 2009.